# Tanna (Starkenberg)
Tanna ist ein Ortsteil der Gemeinde Starkenberg im Landkreis Altenburger Land in Thüringen.

## Lage
Der Weiler befindet sich im Altenburger-Zeitzer Lösshügelland am Beginn der Leipziger Tieflandsbucht, 6 Kilometer westlich von Starkenberg und 16 Kilometer von Altenburg entfernt. Die geographische Höhe des Ortes beträgt 250 m ü. NN. Westlich des Orts befindet sich das Tal des Gerstenbachs und die Landesgrenze zu Sachsen-Anhalt.

## Geschichte

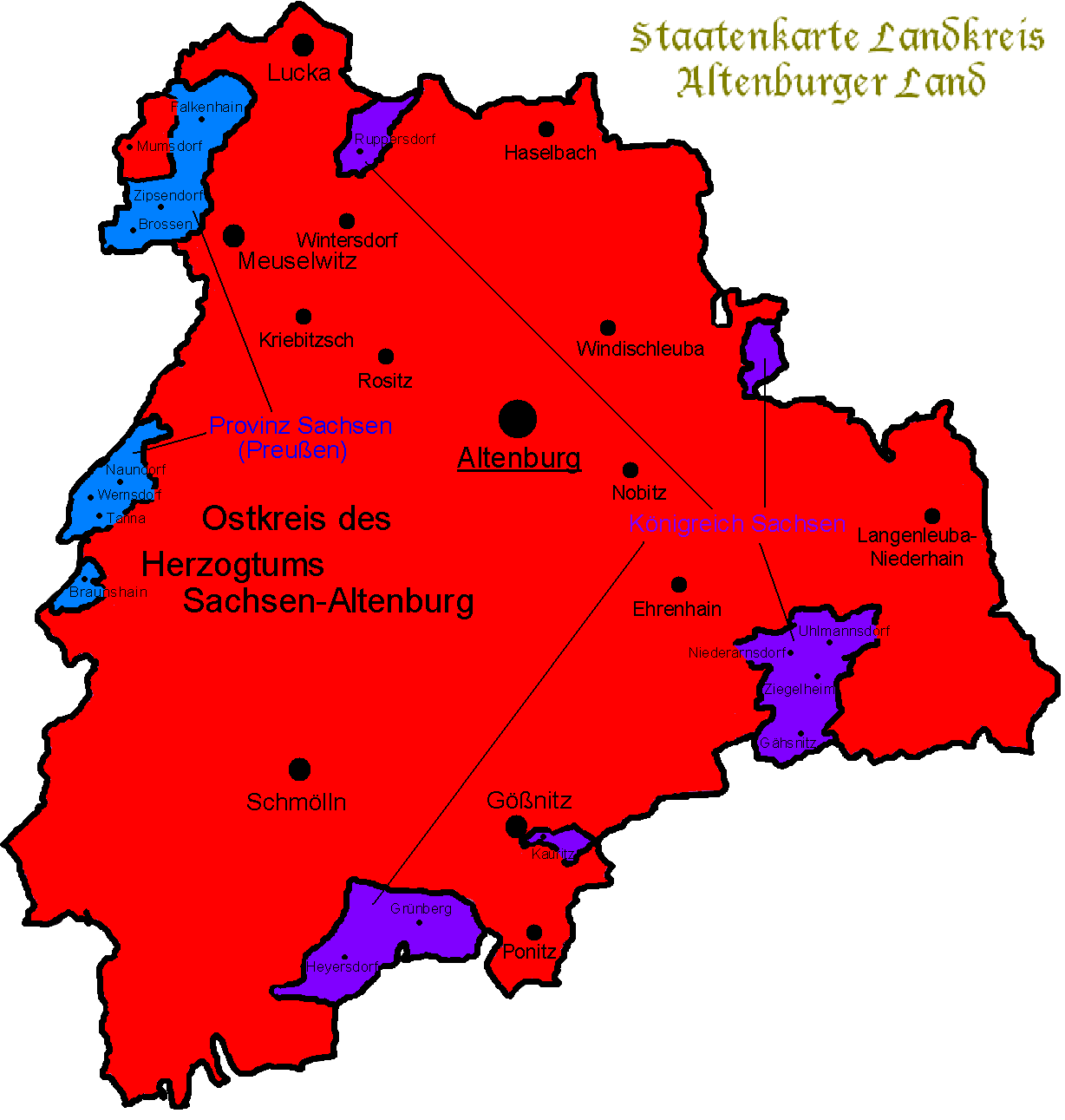
Staatenaufteilung des Altenburger Landes bis 1920

Am 3. Juni 1274 wurde Tanna erstmals urkundlich erwähnt. Die Gemeinde meint, die Ersterwähnung sei unklar und geht von 1330 aus. Von der Flurform ist Tanna ein Rundling, was vermutlich auf eine sorbische Gründung deutet. Tanna ist einer der wenigen Orte des Altenburger Lands, der historisch nicht zu Sachsen-Altenburg gehörte. Wie bei den Nachbarorten Wernsdorf und Naundorf lag die Grundherrschaft zunächst beim Rittergut Kayna, wodurch es auch als Kaynaisches Dorf bezeichnet wurde. Später lag die Grundherrschaft beim Rittergut Kleinbraunshain, dessen fünf zugehörige Orte bis 1815 eine Exklave bildeten, die zum kursächsischen Amt Borna gehörte.
Durch die Beschlüsse des Wiener Kongresses kam die Exklave der fünf Kaynaischen Dörfer im Jahr 1815 zu Preußen. Sie ging 1816 im neu gebildeten Landkreis Zeitz im
Regierungsbezirk Merseburg der Provinz Sachsen auf.
Am 1. Oktober 1938 wurde Tanna nach Wernsdorf eingemeindet. Mit diesem kam Tanna am 1. Juli 1950 zur Gemeinde Naundorf. Damals gehörten die drei Orte zum Land Sachsen-Anhalt (1945–1952) im Landkreis Zeitz, nachdem am 1. Juli 1944 die preußische Provinz Sachsen (1815–1944) aufgelöst wurde und der Regierungsbezirk Merseburg zur Provinz Halle-Merseburg (1944–1945) wurde. Mit der Verwaltungsreform in der DDR am 25. Juli 1952 kam die Gemeinde Naundorf mit Wernsdorf und Tanna an den Kreis Schmölln im Bezirk Leipzig. Am 1. Januar 1957 erfolgte die Umgliederung in den Kreis Altenburg im Bezirk Leipzig; jener gehörte seit 1990 als Landkreis Altenburg zu Thüringen und ging 1994 im Landkreis Altenburger Land auf. Mit der Eingemeindung der Gemeinde Naundorf in die Gemeinde Starkenberg wurde Tanna am 1. Dezember 2008 ein Ortsteil der Gemeinde Starkenberg.
19 Personen waren im Jahr 2012 im Ort ansässig. Tanna ist überregional durch den 1992 eröffneten „Kuhstall Tanna“ bekannt, in dem jährlich Konzerte stattfinden.